# 海州青年駅
海州青年駅（ヘジュチョンニョンえき）は朝鮮民主主義人民共和国黄海南道海州市に位置する朝鮮民主主義人民共和国鉄道省の駅である。甕津線の起点駅となっており、黄海青年線（海州線）の終着駅である。

## 概要
日本統治時代に建設された。頭端式ホームとなっており、黄海青年線・白川線と甕津線の間を直通運転する場合にはスイッチバックが必要である。現在では黄海青年線・白川線と甕津線の間を直通する列車はなく、平壌駅から黄海青年線を経由する急行列車が運行されている。